# 알파인 패스 루트

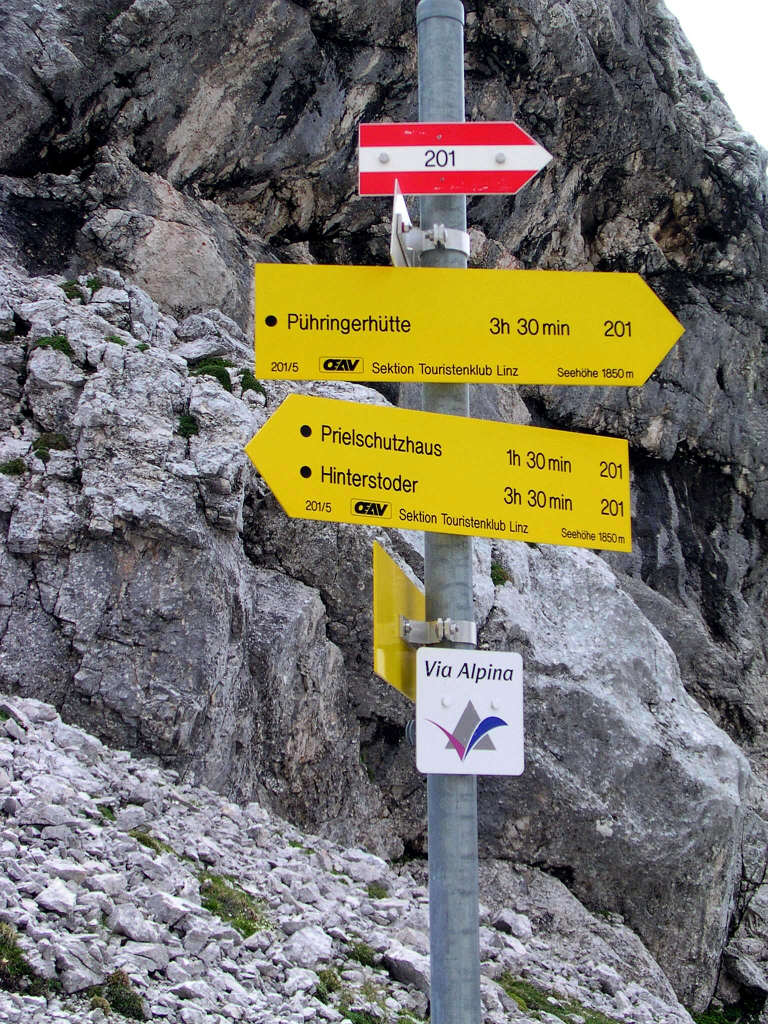
비아 알피나 표지판

알파인 패스 루트(Alpine Pass Route)는 비아 알피나 루트의 일부인 스위스 알프스를 통과하는 장거리 하이킹 코스이다. 스위스 동부의 자르간스에서 시작하여 서쪽으로 나라의 심장부를 가로질러 제네바 호수 기슭의 몽트뢰에서 끝난다. 전체 경로는 325km가 넘고, 16개의 고개를 가로지르며, 완료하는데 도보로 15일 이상이 소요된다.

## 노선

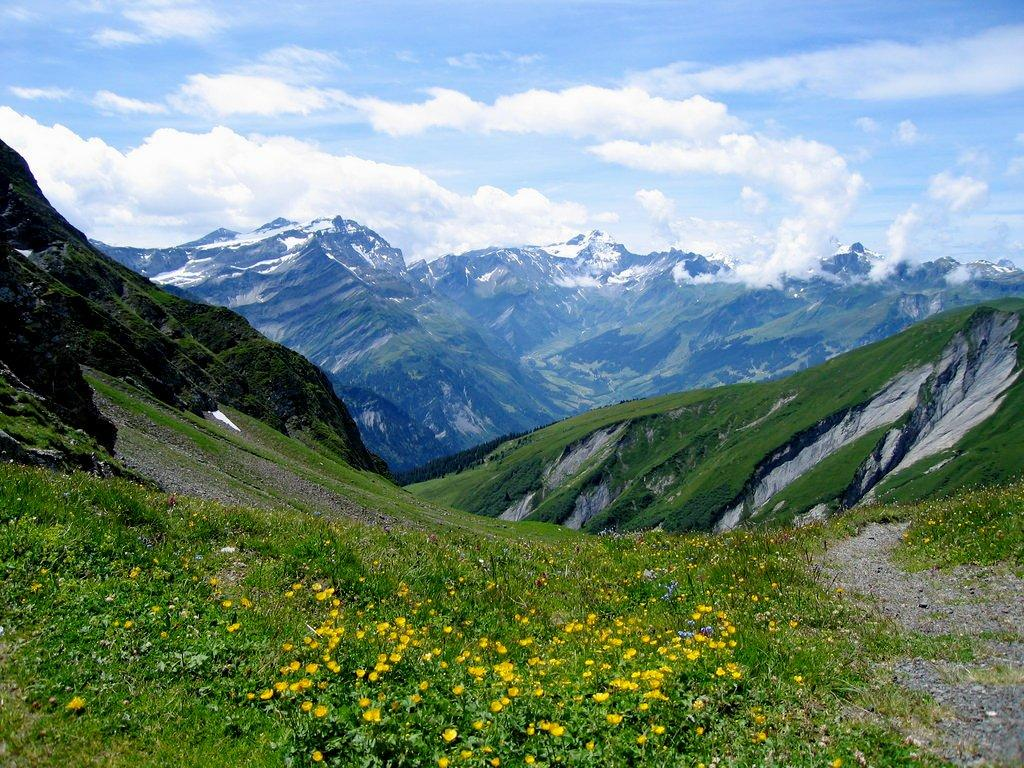
푸 고개(글라루스주와 장크트갈렌주 사이)의 풍경, 글라루스 방향

정확한 경로에는 여러 가지 변형이 있지만, 다음 단계가 상당히 표준화되어 있다. 비아 알피나 그린 트레일은 스위스 1번 국도를 따라간다. (이전에는 자르간스에서 렝크까지의 스위스 알파인 패스 루트로 알려졌으며, 이후 몽트뢰까지 4개의 고개를 추가로 통과하여 이어진다.
- 푸 고개를 넘어 자르간스에서 엘름까지
- 리헤틀리 고개를 넘어 린탈까지
- 클라우젠 고개를 넘어 플뤼엘렌까지
- 주레넨 고개를 넘어 엥겔베르크까지
- 요흐 고개를 넘어 마이링엔까지
- 그로세 샤이덱 고개를 넘어 그린델발트까지
- 클라이네 샤이덱 고개를 넘어 라우터브루넨까지

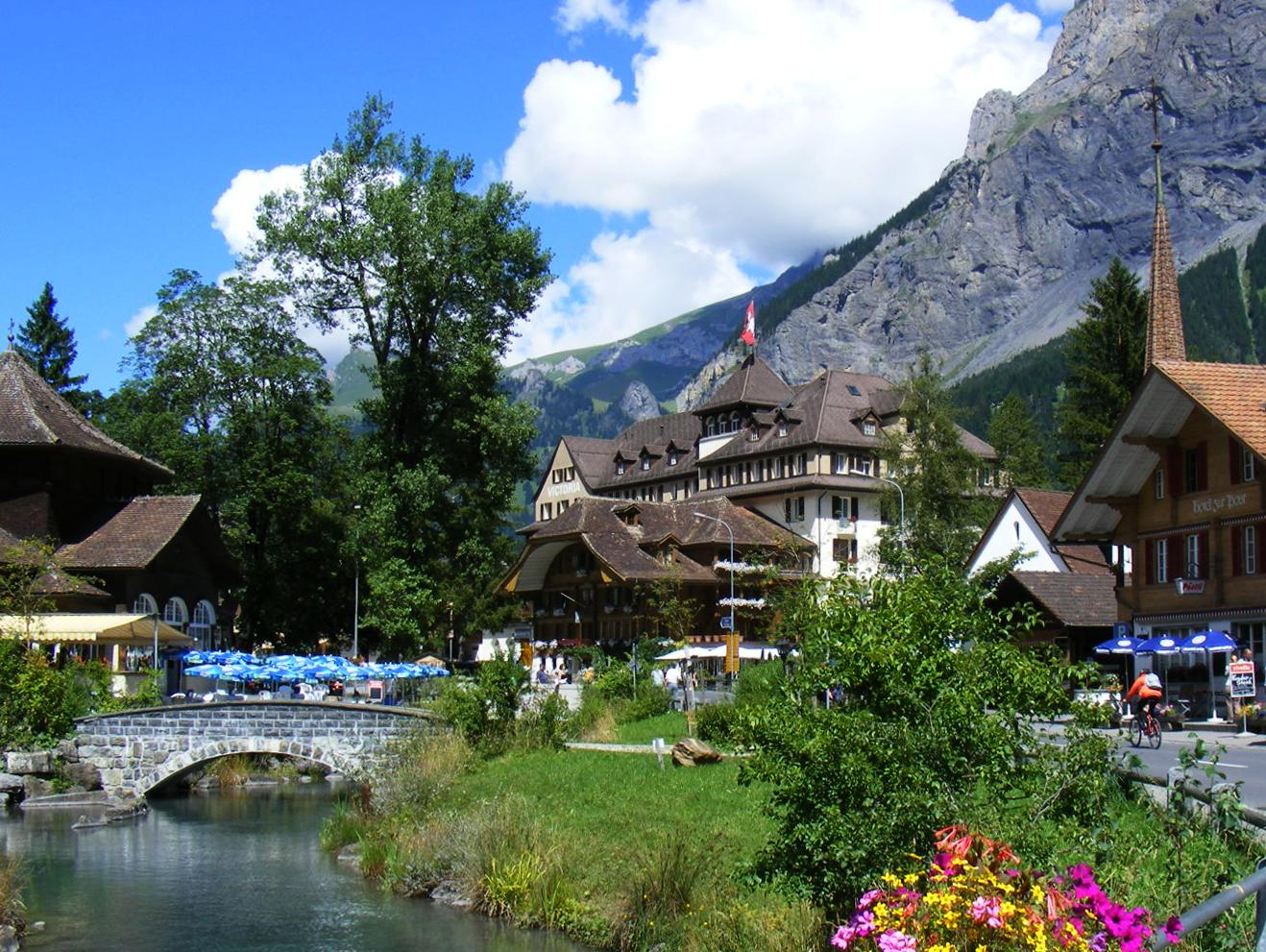
칸더슈테크, 베른고원의 마을

- 제피넨푸르게 고개를 넘어 그리스알프까지
- 호튀를리 고개를 넘어 칸더슈테크까지
- 분더크린데 고개를 넘어 아델보덴까지
- 하넨무스 고개를 넘어 렝크까지
- 트뤼틀리스베르크 고개를 넘어 라우에넨까지
- 크린네를 넘어 그슈타이크까지
- 콜 데 앙데레(Col des Andérets)를 넘어 콜 데 모세(Col des Mosses)까지
- 콜 드 쇼드를 넘어 몽트뢰까지

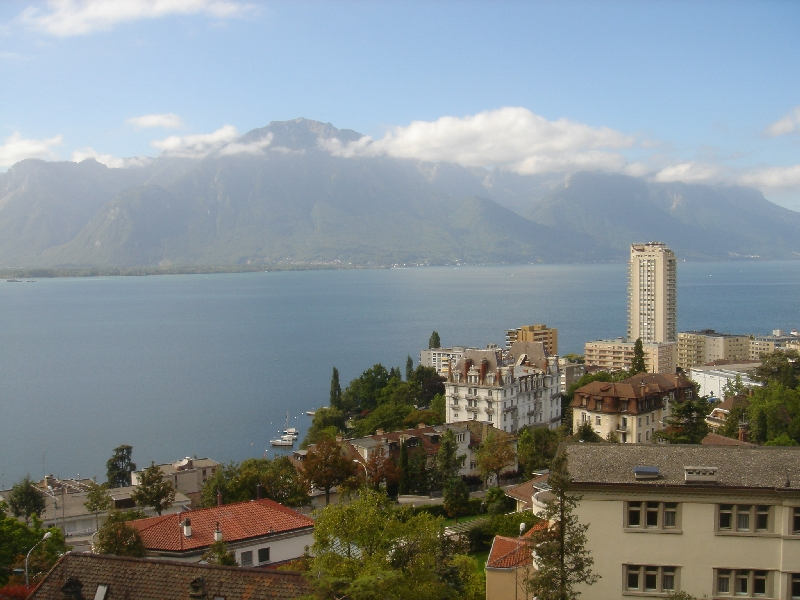
몽트뢰와 제네바 호수

베른고원을 통과하는 루트의 중앙 부분은 가장 장관이며, 많은 등산객이 한 번에 전체 루트를 하이킹하기보다는 몇 개의 고개를 선택한다. 우수한 운송 연결은 이를 깨뜨릴 수 있는 많은 가능성을 제공한다.

## 표지판
등산로 이정표가 잘 되어 있다. 대부분의 표지판에는 다음 고개 또는 마을의 이름이 표시되어 있지만, 점점 더 녹색 사각형 “Via Alpina” 표지판이 도입되고 있다. 이것은 이제 경로 번호 1이라고 한다.